# Громадянська війна в Гондурасі (1924)
Друга громадянська війна в Гондурасі (ісп. Segunda guerra civil hondureña) або Революція відновлення (ісп. Revolución Reivindicatoria) — збройний конфлікт, який відбувався в Республіці Гондурас у 1924 році. Основною причиною війни стала політична криза, пов'язана із прагненням президента Рафаеля Лопеса Гутьєрреса, чиї термін перебування в посаді завершувався, залишитися при владі, проголосивши себе диктатором. Це був перший конфлікт на території Гондурасу, де використовувалися авіаційні бомбардування та нова тактика війни, успадкована від Першої світової війни.

## Історія

### Передумови
Результати загальних президентських виборів 1924 року у Гондурасі були скасовані генералом Рафаелем Лопесом Гутьєрресом, який 1919 року став президентом країни, як кандидат від Ліберальної партії Гондурасу, й найголовніше, як герой Першої громадянської війни. У 1924 році його повноваження добігали кінця, а згідно з Конституцією Гондурасу, президент не мав права обиратися на другий термін, тому у виборах нового президента Лопес Гутьєррес не міг взяти участі. Кандидатами на виборах були доктор Хуан Анхель Аріас Бокін від руху «Арізмо» Ліберальної партії Гондурасу; Полікарпо Бонілья, колишній президент та кандидат від Конституційно-ліберальної партії, і доктор Тібурсіо Каріас Андіно, кандидат від Національної партії Гондурасу. Фаворитом був Каріас Андіно, з яким Лопес Гутьеррес був у напружених відносинах (вони були у різних таборах у Першій громадянській війні, крім того, відігравала свою роль приналежність Каріаса до опозиційної Національної партії). Каріас виграв вибори. Тоді Лопес Гутьєррес, незадоволений результатами, наказав, щоб Національний конгрес не міг визнати фактичного переможця, яким мав стати Каріас Андіно, давній опонент Гутьєрреса.
30 січня 1924 року Лопес Гутьєррес сприяв провалу плану угоди між Ліберальною та Національною партіями щодо подальшого розподілу влади в країні, відомого як «план Паса Барахони» (на ім'я політика Мігеля Паса Барахони), мотивуючи це тим, що жоден з кандидатів не отримав на прямих виборів абсолютної більшості голосів, що переносило процедуру виборів до Національного конгресу. Партії розраховували домовитися про обрання Паса Барахони на пост президента, проте угода була зірвана, і Каріас Андіно та Аріас Бокін залишили збори разом зі своїми прихильниками. Каріас Андіно таємно покинув Тегусігальпу о 19:00 у супроводі групи озброєних людей, що було інтерпретовано як оголошення війни уряду, тієї ж ночі зі столиці втекли його прихильники, які вступили до лав «армії революції». 31 січня став останнім днем конституційного уряду. У другій половині дня Національний конгрес провів засідання про долю президентського посту, але о 17:00 через відсутність кворуму засідання було перенесене. Пізніше відбулася ще одна зустріч, але вона знову завершилася без досягнення компромісу через відсутність кворуму.
1 лютого 1924 року президент Рафаель Лопес Гутьєррес проголосив себе диктатором.
Керівники як Ліберальної, так і Національної партій вбачали в Лопесі Гутьєрресі загрозу демократії та національній безпеці, оскільки він був фактичним главою армії та був популярним серед солдатів. Того ж дня в сусідній Сальвадор втекло багато опозиційних політиків, громадських діячів та впливових бізнесменів, зокрема підприємець Сантос Сото Росалес, найбагатша на той момент людина країни. Серед емігрантів був і генерал Іносенте Трімініо Осоріо, який залишив Тегусігальпу в ніч проти 30 січня на чолі загону з 300 солдатів.
Раніше, 1920 року, уряд Гондурасу, перебуваючи під враженням від ролі повітряних сил у Першій громадянській війні, закупив перший для країни військовий літак — британський легкий винищувач Bristol F.2 Fighter. У наступні два роки було придбано ще кілька бойових літаків для власних ПС, які відіграли важливу роль у новій громадянській війні. Тим часом Лопес Гутьєррес оголосив у столиці стан облоги і провів мобілізацію урядових військ.

### Хід війни
Сили революції зосереджувалися на заході, сході та півдні Гондурасу. 3 лютого загони генералів Тоста Карраско та Феррера зайняли місто Маркала західніше столиці. Наступного дня повстанці Маріано Андурая узяли під свій контроль місто Сігуатепеке, а на півночі країни, в Йоро, відбулася перша битва між революційними та урядовими військами: повстанці зайняли місто після тригодинного бою.
5 лютого в місті Лас-Манос поблизу кордону з Нікарагуа генеральний штаб «Конституційної армії» пред'явив Рафаелю Лопесу Гутьєрресу офіційну вимогу відмовитися від утримання влади та поступитися владою обраному президенту — Каріасу Андіно.
7 лютого колоніальне місто Грасіас перейшло до рук повстанських сил. 9 лютого відбулася битва між революційними та урядовими силами за місто Хасалеапа, неподалік від кордону з Нікарагуа. Битва завершилася серйозними втратами з обох боків, а урядовий генерал Каркамо був поранений і захоплений силами революції. Проте повстанцям довелося відступити через відсутність боєприпасів для продовження бойових дій.
10 лютого повстанці захопили місто Санта-Роса-де-Копан, а місто Окотепеке добровільно приєдналося до революціонерів. 13 лютого без особливого опору впало місто Санта-Барбара. Генерал Тоста Карраско продовжив рух через долини Кімістану на північ, на Сан-Педро-Сула. Одночасно місто Сан-Маркос-де-Колон було атаковане повстанцями, але гарнізон відбив атаку і повстанці втекли до кордону з Нікарагуа.
У той же день панцерний крейсер американського флоту «Рочестер» став на якір у гавані північного міста Пуерто-Кортес, чекаючи наказу, а на півдні, на рейді Амапали, став американський корабель «Мілуокі».
18 лютого урядові сили після короткої перестрілки з революційними силами повернули контроль над містом Ла-Пас на захід від столиці, проте наступного дня, провівши контратаку, повстанці повернули місто під свій контроль.
20 лютого урядові війська зустріли війська повстанців на чолі з самим Каріасом Андіно біля пагорба Ель-Педрегаліто поблизу Тегусігальпи. Близько 5 години ранку почався запеклий бій, який тривав весь день. Революціонери, незважаючи на небезпечну нестачу боєприпасів, витримали тривалий та безперервний обстріл з боку урядової армії. До кінця дня через відсутність боєприпасів революційні сили були змушені залишити поле бою.
21-23 лютого йшли запеклі бої за панування над колишньою колоніальною столицею Гондурасу Комаягуа. Після двох днів і однієї ночі важких боїв, Комаягуа повністю перейшов до рук революційної армії.
27 лютого урядові війська чисельністю 6000 осіб вступили в бій з 2000 повстанців поблизу міста Сан-Педро-Сула. Втративши в цьому бою полковника «Чічо» Матуте та значну кількість солдатів, сили Гутьєрреса були змушені відступити на північний захід, побоюючись оточення та залишаючи місто у руках повстанців.
28 лютого у місті Ла-Сейба пройшла зустріч між урядом та революційними силами, на якій стало відомо, що бананова транснаціональна компанія United Fruit Company підтримала генерала Каріаса Андіно. Це стало ознакою швидкого падіння уряду Лопеса Гутьєрреса. Під впливом великого бізнесу 1 березня США розірвали дипломатичні відносини з Гондурасом та відправили військовий корабель «Денвер» до берегів країни для захисту американських інтересів.
3 березня війська Тоста Карраско урочисто і без опору вступили до Сан-Педро-Сули. Генерал Феррера після цього вирушив до центру країни, щоб атакувати міста Сігуатепеке та Самбрано.
4 березня відбувся запеклий бій за Самбрано, який тривав протягом ночі, і лише до 8:00 перемога повстанців стала очевидною. Розгром урядової армії був повним, залишки сил Гутьєрреса втекли до столиці, кинувши на призволяще артилерію та боєприпаси.
7 березня генерал революційних сил Феррера просунувся зі своєю армією на висоту біля міста Санта-Крус, за дві ліги від столиці Гондурасу Тегусігальпи. У цих умовах Лопес Гутьеррес змушений був погодитися на переговори. Він прийняв вимогу здати місто повстанцям і залишити посаду президента, особливо після погроз генерала Феррери розпочати загальний штурм столиці. Але, 10 березня о 16:00 Рафаель Лопес Гутьєррес помер від цукрового діабету.
11 березня 1924 року з огляду на загострення обстановки в регіоні, близько 200 морських піхотинців США висадилися на берег, об 11:00 вони прибули до Тегусігальпи та обложили місто.
13 березня генерал Тоста Карраско напав на Ла-Сейбу, що призвело до значної кількості загиблих та поранених, а частину міста було зруйновано.
15 березня повстанці ще не мали контролю над Тегусігальпою: після смерті Лопеса Гутьєрреса владу в місті перебрали ліберальні політики, які вирішили продовжувати чинити опір лідеру Національної партії Каріасу Андіно. У відповідь командири сил революції у всіх напрямках почали здійснювати одночасні атаки з висот Ель-Гуанакасте, Хуан-Лайнес, Ель-Беррінче та Ель-Естанкадеро. 1 квітня, о 04:00, революційні війська на чолі з генералом Тоста Карраско у стрімкій атаці спустилися з пагорба Ель-Естакадо і з ходу зайняли оборонні позиції у Ель-Беррінче.
Тегусігальпа стала першою столицею в Латинській Америці, яка стала об'єктом повітряного бомбардування. Повстанці мали два літаки, з борту яких льотчики вручну скинули на місто бомби, урядові ж сили мали лише один винищувач Bristol. 9 квітня літак повстанців бомбив місто вранці та вдень. Літак повстанців, окрім бомб, розкидав над столицею і чималу кількість листівок, адресованих урядовцям, у яких їм рекомендувалося з піднятими руками здатися чи приєднатися до конституційної революції.
Одночасно генерал Феррера віддав частину своєї армії наказ утримувати позиції і відбув на південь, щоб узяти Чолутеку. Прибуття Феррери не мало серйозного впливу на результат подій: урядовий генерал Торібіо Рамос на чолі 500 солдатів гарнізону залишив місто повстанцям.
28 квітня столицю було захоплено в результаті загального масованого штурму повстанців. О 21:30 революційні війська вирушили до центру міста. Перші колони повстанців захопили ринок, телеграф та штаб-квартиру поліції. Інші колони окопалися навколо Пантеону під вогнем з боку урядових позицій біля пагорба Ель-Сіпіле. Тим часом революційна колона під командуванням полковника Карлоса Б. Гонсалеса атакувала та захопила казарми ветеранів та рушила на Президентський палац.
28 квітня після тяжких переговорів мирна конференція досягла консенсусу, прискореного штурмом повстанцями столиці. Було підписано угоду про припинення вогню, і о 12:30 генерал Вісенте Тоста Карраско був призначений тимчасовим президентом. 30 квітня, о 10:00, він прийняв присягу і вирушив до Президентського палацу, де 1 травня обійняв посаду і зібрав делегації центрально-американських країн. 22 травня Тоста Карранса надіслав листа президенту США, що пояснює обставини його висування посаду президента[7].

### Наслідки
Війна коштувала країні понад 2 мільйони доларів у вигляді шкоди спричиненої об'єктам інфраструктури, багатьом історичним будівлям Тегусігальпи, які були пошкоджені вогнем гармат, ринок і національна пошта були спалені вщент. Вважається, що понад 3000 солдатів загинули в бою, більшість їхніх тіл було поховано у звичайних ямах. Ще існувала неідентифікована кількість поранених і зниклих безвісти військових, більше 50 ідентифікованих цивільних осіб загинули внаслідок бойових дій. Ця війна коштувала втратою дипломатичних відносин Гондурасу з його сусідами, декількома іншими країнами та США. Було ще одне військове повстання проти Тоста Карраско. Уся ця нестабільність породила диктатуру Каріаса Андіно.